# Interogo Holding
Interogo Holding A.G. es una sociedad gestora que pertenece en su totalidad a la Fundación Interogo. El negocio se centra en inversiones inmobiliarias e inversiones financieras. La empresa fue creada después de su escisión de Inter IKEA Holding.

## Historia
La empresa se fundó en 2016 después de que la Fundación Interogo dividiera las empresas no relacionadas con IKEA de las empresas relacionadas con IKEA (Inter IKEA Holding) en Interogo Holding A.G. Estas incluyen principalmente inversiones inmobiliarias y financieras.

## Subsidiarias

### Vastint Holding
Vastint Holding B.V. desarrolla y crea bienes raíces en Europa. Se enfoca en el desarrollo de bienes raíces comerciales, incluyendo la venta y desarrollo de propiedades residenciales. Gestionan y/o desarrollan oficinas, hoteles y residencias. La empresa fue fundada en 1989. Tiene su sede fuera de Suiza.

### Inter Fund Management
Inter Fund Management S.A. administra fondos en nombre de subsidiarias de la Fundación Interogo. Estos consisten principalmente en las marcas relacionadas con la marca IKEA, como Inter Ikea Holding y sus subsidiarias. Fue fundada en 1998 y cuenta con 50 trabajadores. Tiene su sede en Luxemburgo.

### Nalka Invest
Nalka Invest A.B. es una sociedad de inversión que invierte en pequeñas y medianas empresas generalmente en la región nórdica. Invierte en empresas privadas y compra una participación mayoritaria. Fue fundada en 2015 y tiene su sede en Estocolmo, Suecia. Algunas de sus inversiones incluyen Cibes Lift, Lekolar, Eson Pac, Brunngard, Intrac y otras. Tienen un total de 12 empresas en su cartera, todas ellas nórdicas. También han salido de algunas asociaciones, incluidas algunas con Hermods, Scorett y otros. La empresa tiene 14 empleados o 2.600 empleados al incluir toda su cartera.